# Lomas de Barrillas
Lomas de Barrillas är en ort i Mexiko.   Den ligger i kommunen Coatzacoalcos och delstaten Veracruz, i den sydöstra delen av landet, 500 km öster om huvudstaden Mexico City. Lomas de Barrillas ligger 13 meter över havet och antalet invånare är 8 915.
Terrängen runt Lomas de Barrillas är mycket platt. Havet är nära Lomas de Barrillas norrut. Runt Lomas de Barrillas är det tätbefolkat, med 427 invånare per kvadratkilometer. Närmaste större samhälle är Coatzacoalcos, 9,0 km öster om Lomas de Barrillas. Omgivningarna runt Lomas de Barrillas är en mosaik av jordbruksmark och naturlig växtlighet.